# Baraque de Fraiture
Baraque de Fraiture är ett berg i Belgien.   Det ligger i provinsen Liège och regionen Vallonien, i den sydöstra delen av landet, 120 kilometer sydost om huvudstaden Bryssel. Toppen på Baraque de Fraiture är 663 meter över havet.
Terrängen runt Baraque de Fraiture är kuperad västerut, men österut är den platt. Baraque de Fraiture är den högsta punkten i trakten. Närmaste större samhälle är Lierneux, 5,7 kilometer nordost om Baraque de Fraiture. 
I omgivningarna runt Baraque de Fraiture växer i huvudsak blandskog. Runt Baraque de Fraiture är det ganska glesbefolkat, med 42 invånare per kvadratkilometer.